# Andrew, Jon et Tim Farriss
Les frères Andrew, Jon et Tim Farriss sont des musiciens australiens, tous membres du groupe de rock INXS, dont ils sont, en 1977, les fondateurs sous le nom de Farriss Brothers (« les frères Farriss »). Le groupe prend son nom définitif l'année suivante. De la création du groupe à la cessation de ses activités artistiques, annoncée en 2012, il cocomposent plusieurs titres et jouent des instruments suivants :
- Andrew Farriss : claviers, guitare électrique
- Jon Farriss : batterie
- Tim Farriss : guitare électrique.

## Formation
Andrew Farriss et Michael Hutchence fréquentaient le même établissement, Davidson High School. Farriss invite Hutchence à rejoindre son groupe d'alors, Doctor Dolphin. Les autres membres du groupe proviennent d'un autre lycée, Forest High School ; parmi eux, on retrouve Garry Beers, le futur bassiste d'INXS. En 1977, Tim Farriss, le frère ainé d'Andrew, invite ce dernier, Hutchence et Beers à le rejoindre au sein d'un groupe composé de lui-même et de Kirk Pengilly. Le groupe Farriss Brothers est formé, et leur première représentation a lieu le 16 août 1977 à Whale Beach, quarante kilomètres au nord de Sydney. Par la suite, en 1978, les frères Farriss retournent à Perth, leur ville natale. Ils reviennent à Sydney dix mois plus tard pour enregistrer une série de démos. Un soir, Tim est approché par Gary Morris, le manager des célèbres Midnight Oil : « Je me souviens de lui venant vers moi et me demandant : « Pour qui travailles-tu, mate ? » ; et j'ai bafouillé : « Oh, nous nous faisons appeler les Farriss Brothers. » Il m'a tout de suite proposé de faire les premières parties des concerts de Midnight Oil. » Effectivement, le groupe commence à soutenir Midnight Oil et d'autres groupes de Sydney. Morris les avisa qu'un membre de Midnight Oil leur avait trouvé un nouveau nom : INXS, inspiré du groupe britannique XTC et du fabricant australien de confitures IXL. Pour Tim Farriss, « cela faisait un peu extravagant - mais c'était un nom chouette ».

## Andrew Farriss
- Andrew Farriss est né le 27 mars 1959 à Perth, en Australie occidentale. Il a fait partie du groupe The Flaming Hands dans les années 1980.
- Site officiel de Andrew Farriss

### Discographie

#### Albums studio
- 2020 - Love Makes the World (Ep)
- 2021 - Andrew Farriss

#### Singles
- 2019 - Come Midnight
- 2020 - Good Momma Bad
- 2021 - Run Baby Run

## Jon Farriss
Jonathon James Farriss, dit Jon Farriss, est né le 10 août 1961 à Perth.

## Tim Farriss
Timothy William Farriss, dit « Tim Farriss », est né le 16 août 1957 à Perth. Guitariste, en décembre 2014, il se blesse grièvement au guindeau électrique d'un bateau, et on lui rattache un doigt à Sydney, doigt dont il est finalement amputé.